# Xã Biglick, Quận Hancock, Ohio
Xã Biglick (tiếng Anh: Biglick Township) là một xã thuộc quận Hancock, tiểu bang Ohio, Hoa Kỳ. Năm 2010, dân số của xã này là 1.106 người.